# Troguéry
Troguéry är en kommun i departementet Côtes-d'Armor i regionen Bretagne i nordvästra Frankrike. Kommunen ligger i kantonen La Roche-Derrien som tillhör arrondissementet Lannion. År 2022 hade Troguéry 219 invånare.

## Befolkningsutveckling
Antalet invånare i kommunen Troguéry
Referens:INSEE